# Tournoi des Cinq Nations féminin 2000
Cet article traite de l'épreuve féminine. Pour la compétition masculine, voir Tournoi des Six Nations masculin 2000.
Pour un article plus général, voir Tournoi des Six Nations féminin.
Navigation
Tournoi féminin 1999 Tournoi féminin 2001
Le Tournoi des Cinq Nations féminin 2000 est la deuxième édition du tournoi à regrouper cinq équipes, mais la première dans cette configuration. Il se déroule du 4 février 2000 au 1er avril 2000 et oppose les équipes d'Angleterre, d'Écosse, d'Espagne, de France et du pays de Galles. L'Irlande, qui n'a gagné qu'un seul match sur les treize qu'elle a disputé depuis le début, renonce à participer au tournoi pour deux ans.
L'équipe d'Angleterre remporte tous ses matches et réalise donc le Grand Chelem et la Triple couronne, tandis que le pays de Galles reçoit la Cuillère de bois.

## Les matchs
Les différentes rencontres du tournoi se déroulent sur cinq journées entre la 4 février et le 1er avril.
| 4 février 2000 | Swansea | Pays de Galles | 10 - 27 | France  |
| 6 février      | Banbury | Angleterre     | 31 - 7  | Espagne |

| 18 février | Massy  | France  | 08 - 24 | Angleterre |
| 18 février | Murcie | Espagne | 13 - 9  | Écosse     |

| 5 mars | Newbury   | Angleterre | 51 - 0  | Pays de Galles |
| 6 mars | Édimbourg | Écosse     | 07 - 10 | France         |

| 18 mars | Dax        | France         | 38 - 5  | Espagne |
| 19 mars | Caerphilly | Pays de Galles | 12 - 36 | Écosse  |

| 1er avril | Édimbourg   | Écosse  | 09 - 64 | Angleterre     |
| 1er avril | Majadahonda | Espagne | 18 - 10 | Pays de Galles |

## Le classement

Nations participant au Tournoi.

| Rang | Nation         | J | V | N | D | Pm  | Pe  | Diff | Pts |
| ---- | -------------- | - | - | - | - | --- | --- | ---- | --- |
| 1    | Angleterre (T) | 4 | 4 | 0 | 0 | 170 | 24  | +146 | 8   |
| 2    | France         | 4 | 3 | 0 | 1 | 83  | 46  | +37  | 6   |
| 3    | Espagne        | 4 | 2 | 0 | 2 | 53  | 88  | -35  | 4   |
| 4    | Écosse         | 4 | 1 | 0 | 3 | 61  | 99  | -38  | 2   |
| 5    | Pays de Galles | 4 | 0 | 0 | 4 | 32  | 132 | -100 | 0   |

|  | Vainqueur du tournoi 2000  |
|  | T : tenante du titre 1999. |